# Akcja imienna
Akcja imienna – akcja, w której uprawnionym jest osoba (fizyczna lub prawna) wskazana w dokumencie akcji. Cechą charakterystyczną akcji imiennych jest to, że akcje te związane są z konkretną osobą wymienioną w dokumencie akcji z imienia i nazwiska – w przypadku osób fizycznych bądź nazwy (firmy) – w przypadku osób prawnych; uprawnionymi z akcji na okaziciela są natomiast osoby będące w posiadaniu dokumentu akcji.
Zgodnie z art. 334 § 1 Kodeksu spółek handlowych akcje w spółce akcyjnej mogą być imienne lub na okaziciela. Stosownie do treści art. 304 Kodeksu spółek handlowych statut spółki akcyjnej powinien określać wartość nominalną akcji i ich liczbę oraz wskazywać czy akcje są imienne czy na okaziciela.
Poza przypadkami wskazanymi w Kodeksie spółek handlowych, akcje są imienne wówczas, gdy akcjonariusze chcą ograniczyć możliwość rozporządzania akcjami. Co do zasady akcje (zarówno imienne, jak i na okaziciela) są zbywalne. Statut spółki nie może pozbawić akcjonariusza uprawnienia do zbycia akcji. Może jednak powyższe uprawnienie akcjonariusza ograniczyć. Uprawnienie akcjonariusza spółki akcyjnej do zbycia akcji lub ułamkowej części akcji może być uzależnione od zgody spółki albo w inny sposób ograniczone, przy czym dotyczy to wyłącznie akcji imiennych (art. 337 § 2 Kodeksu spółek handlowych). W przypadku, gdy statut spółki uzależnia przeniesienie (zbycie) przez akcjonariusza akcji lub ułamkowej części akcji od zgody spółki, zgody udziela zarząd w formie pisemnej, chyba że statut spółki przewiduje inną formę wyrażenia zgody na przeniesienie akcji. Zgodnie z art. 337 § 3 Kodeksu spółek handlowych zarząd udziela zgody na przeniesienie akcji w formie pisemnej pod rygorem nieważności. Niezachowanie formy pisemnej powoduje nieważność udzielonej przez zarząd spółki zgody. Jeżeli spółka (zarząd) odmawia zgody na przeniesienie akcji na inną osobę, powinna wskazać innego nabywcę. Termin do wskazania nabywcy, cenę albo sposób jej określenia oraz termin zapłaty powinien określać statut, przy czym termin do wskazania nabywcy nie może być dłuższy niż 2 miesiące od dnia zgłoszenia spółce zamiaru przeniesienia akcji. W przypadku braku w statucie spółki powyższych postanowień (tj. terminu do wskazania przez spółkę nabywcy, ceny albo sposobu jej określenia oraz terminu zapłaty) akcja imienna może być zbyta bez ograniczenia (art. 337 § 4 Kodeksu spółek handlowych).
Kodeks spółek handlowych wskazuje następujące przypadki, kiedy akcje muszą mieć charakter imienny:
- akcje, którym przyznane zostały szczególne uprawnienia w zakresie prawa głosu, prawa do dywidendy, podziału majątku w przypadku likwidacji spółki itp. (tzw. akcje uprzywilejowane); akcje uprzywilejowane, z wyjątkiem akcji niemych, powinny być imienne (art. 351 § 1 Kodeksu spółek handlowych),
- akcje, z którymi związany jest obowiązek powtarzających się świadczeń niepieniężnych, np. obowiązek świadczenia na rzecz spółki określonych usług (art. 356 § 1 Kodeksu spółek handlowych),

Zgodnie z brzmieniem art. 343 § 1 Kodeksu spółek handlowych wobec spółki za akcjonariusza uważa się tylko tę osobę, która jest wpisana do księgi akcyjnej lub posiadacza akcji na okaziciela. Oznacza to, że w celu wykonywania praw z akcji imiennych (np. prawa do uczestnictwa i głosowania na walnym zgromadzeniu akcjonariuszy, żądania wypłaty dywidendy itp.) akcjonariusz zobowiązany jest nie tylko do przedłożenia spółce dokumentu akcji, ale również musi legitymować się wpisem do tzw. księgi akcyjnej.
Akcjonariusze uprawnieni z akcji imiennych, którym przysługuje prawo głosu, mają prawo uczestniczenia w walnym zgromadzeniu, jeżeli zostali wpisani do księgi akcyjnej co najmniej na tydzień przed odbyciem walnego zgromadzenia (art. 406 § 1 Kodeksu spółek handlowych).
Zarząd spółki akcyjnej zobowiązany jest prowadzić księgę akcji imiennych (księga akcyjna), do której wpisuje się nazwisko i imię albo firmę (nazwę) oraz siedzibę i adres akcjonariusza albo adres do doręczeń, wysokość dokonanych wpłat, a także na wniosek osoby uprawnionej, wpis o przeniesieniu akcji na inną osobę wraz z datą wpisu (art. 341 § 1 Kodeksu spółek handlowych).
Jeżeli ustawa lub statut spółki akcyjnej nie stanowi inaczej, na żądanie akcjonariusza może być dokonana zamiana akcji imiennych na akcje na okaziciela albo odwrotnie (art. 334 § 2 Kodeksu spółek handlowych).